# Psammotettix nodosus
Psammotettix nodosus är en insektsart som beskrevs av Ribaut 1925. Psammotettix nodosus ingår i släktet Psammotettix och familjen dvärgstritar. Arten är reproducerande i Sverige. Inga underarter finns listade i Catalogue of Life.